# Labarna I
Labarna I o anche Labarnas I (in lingua ittita, La-ba-ar-na-aš, ossia "colui che è dotato di valore"; Hurma ?, ... – 1650 a.C.) è stato un re ittita.
È stato ritenuto per lungo tempo il fondatore della monarchia ittita, ma oggi sappiamo con certezza che prima di lui regnarono altri sovrani. I successori si attribuirono l'appellativo "Labarna", ricollegandosi così a questa figura evidentemente considerata fondamentale.

## L'ascesa al trono
Labarna ascese al trono ittita sposando la figlia del re ittita PU-Sarruma, Tawananna.
Secondo l'ipotesi più accredita dagli studiosi oggi, PU-Sarruma non sarebbe stato ittita di nascita, ma il figlio naturale di un nobile della dinastia di Kanesh/Kuššara, Tudhaliya, a cui sarebbe stata data in sposa la figlia di un re ittita, forse Kantuzzili 0.
È possibile che nel regno ittita antico fosse il re a scegliere il proprio successore, dandogli in sposa la figlia principale, deputata a divenire regina regnante, e adottandolo. In questo modo PU-Sarruma si sarebbe insediato sul trono di Hatti, e con lo stesso principio avrebbe designato Labarna come suo erede.
Tuttavia Papahdilmah, primogenito di PU-Sarruma, non accettò la scelta del padre e sostenuto da una parte della nobiltà tentò di usurpare il trono, proclamandosi re, forte del sostegno delle città ittite di Arinna e Sanahuitta, come ci documenta il Testamento di Hattušili I:
Così Labarna dovette affrontare il cognato in uno scontro armato da cui uscì vittorioso, ascendendo al trono di Hatti.
La circostanza che il primo atto del regno di Hattušili I, suo successore, fosse stato di attaccare proprio Sanahuitta, suggerisce ad alcuni studiosi che Labarna non fosse riuscito a riconquistare il controllo sulla città, forse rimasta in mano a Papahdilmah, in una scissione familiare, che potrebbe aver diviso il regno in due, e che anche altri territori (Zalpa ad esempio) fossero stati fuori dal controllo di Labarna.

## Chi era Labarna?
Nei suoi annali Hattušili ci parla del suo predecessore, ma nulla ci dice circa le sue origini, né al momento alcun altro testo ci fornisce indicazioni dirette.
Un indizio indiretto ci giunge dal cosiddetto Testo di Zalpa; in questo testo metà allegorico e metà storico, si distinguono vari personaggi non identificati con il nome proprio ma con il ruolo: il Re, il Nonno del Re, il Vecchio Re, il Padre del Vecchio Re. Gli storici si sono divisi per lungo tempo, ma oggi si suppone che Hattušili I sia il "Re" e PU-Sarruma il "Nonno del Re".
Più controversa è la figura del "Vecchio Re": alcuni vi vedono un sovrano locale, altri invece lo identificano con Labarna, che sarebbe appunto il "Vecchio Re" dalla prospettiva di Hattušili I, in carica alla stesura del testo.
All'inizio del testo il "Nonno del Re", cioè PU-Sarruma, nomina il "Padre del Vecchio Re" (cioè il Padre di Labarna) come reggente della città di Hurma, controllata dagli ittiti. Se ne è dedotto che il padre di Labarna fosse stato un membro della casata reale e che quindi Labarna potesse essere membro di un ramo laterale del clan reale proveniente appunto da Hurma.
Non è noto quale sia stata la sede regale di Labarna una volta asceso al trono; certo non Sanahuitta come per il suo predecessore, visto che la città gli si ribellò spalleggiando Papahdilmah, né Hurma dove regnava come vassallo suo padre, né Hattusa, non ancora riedificata; qualche storico suggerisce Kuššara, probabile patria ancestrale della casata.
I nomi "Labarna" e "Tawananna", col tempo sarebbero divenuti titoli regali, assunti successivamente da tutti i re e le regine ittite, al punto che è stato perfino ipotizzato che questa consuetudine possa essere stata trasformata nel mito di una coppia regale originaria.

## Imprese militari
La maggior fonte documentale su questo sovrano è costituita dall'editto del re Telipinu, un testo che risale al 1500 a.C. circa, dove vengono elencate le imprese militari di Labarna I, che conquistò la maggior parte del territorio anatolico, portando la frontiera Nord fino al mare, costituendo così il nucleo originario dell'impero ittita.
Dal fiume Marassantiya, l'odierno Kizilirmak, si spinse a nord fino al Mar Nero. In seguito si volse verso ovest, sconfiggendo il Gran Regno di Purushanda e annettendone il territorio. Infine conquistò alcune città e territori dell'area di Arzawa, espandendo i confini ittiti anche verso ovest.
Labarna I insediò I propri figli come governatori delle più importanti città conquistate: Hupisna, Tawanuwa, Nenašša, Landa/Zanda, Zallara e Lušna, inaugurando uno stile di governo che risulterà proprio degli Ittiti fino all'età imperiale, usando figli e fratelli, quindi dei "principi", come governatori delle città più importanti, schema che costituirà simultaneamente per il regno una risorsa ed un rischio.
Alla morte di Labarna, ascese al trono un nipote, figlio di Papahdilmah, Hattušili I, rimasto leale al volere del nonno nel sostenere la candidatura di Labarna, e che questi adottò e designò come erede. Anche in questo caso la successione non deve essere stata senza contrasti e Hattušili infatti spese i primi anni del proprio regno per affermare la propria autorità all'interno del clan reale, riuscendo tuttavia a mantenere il trono.
Alcuni storici ritengono probabile una coreggenza, basandosi sul "Testo di Zalpa", dove il "Re" ed il "Vecchio Re" conducono insieme l'assedio di Zalpa. Nelle due figure vengono identificati Hattušili e Labarna I.
Alla morte di Labarna I, Hattušili ascese comunque al trono come erede designato.
Erano stati sollevati dubbi sull'esistenza di questo re, ipotizzando che Labarna I e Hattušili I siano stati in realtà la stessa persona (Hattušili I utilizzò diffusamente per definire se stesso il titolo di "Labarna" negli atti ufficiali, circostanza che ha favorito i dubbi), anche se il cosiddetto "Sigillo Cruciforme" decifrato alla fine del XX secolo, che riporta i nomi di entrambi ponendoli agli albori del regno e consecutivamente, costituisce, come affermato da Beal: "il chiodo finale sul sepolcro della teoria proposta da Otten" e la prova definitiva che si tratti di due sovrani distinti.
| Predecessore: PU-Sarruma | Fondatore mitico dell'impero ittita Labarna I 1680 - 1650 a.C. | Successore: Hattušili I |